# Kessai Note

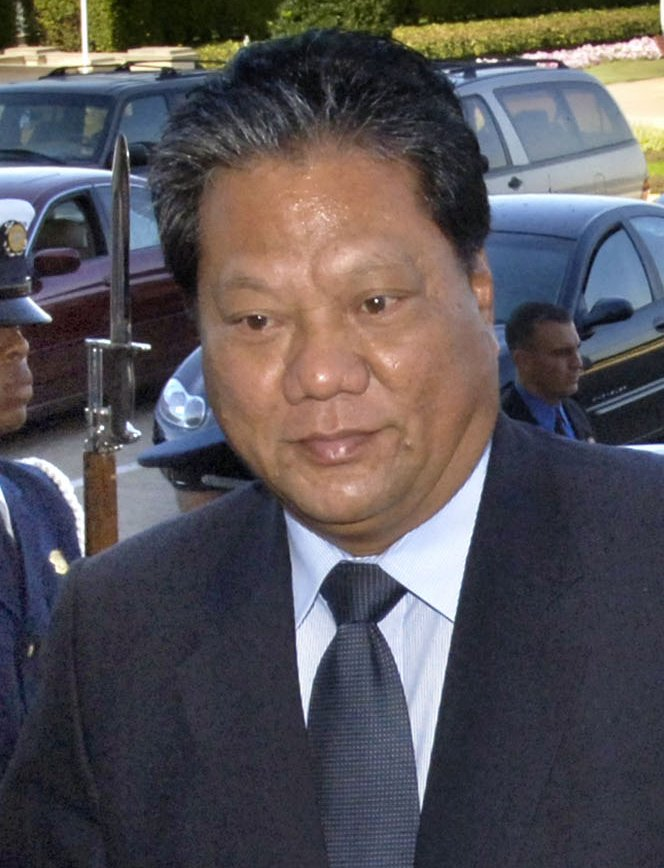
Kessai Note

Kessai Hesa Note (Ailinglaplap, 7 de agosto de 1950), é ex-presidente das Ilhas Marshall, governou seu país, de 2000 a 2008.
Foi eleito pelo parlamento, em 2000 e re-eleito em 2004. É membro do partido United Democratic Party.